# Лагодехський заповідник
Лагоде́хський запові́дник, в Грузії, розташований на південних схилах східної частини Головного Кавказького хребта, в басейні річки Алазані, поблизу міста Лагодехі. Заснований в 1912 р., площа 17,8 тис. га, понад 12 тис. га займають ліси, 4,9 тис. га — луки, 87 га — водойми.
Охорону заповідних територій доручили і єгерям, і воякам по охороні державних кордонів Грузії. З 1996 року в національний парк дозволено пускати організованих в групи екскурсантів і туристів.

## Розвиток парку
Територія Грузії характеризується надзвичайною різноманітністю природи. Унікальність властива і Лаґодехському лісу, що дійшов з попередньої доби останнього льодовикового періоду. Часто термін льодовиковий період вживається у відношенні до холодних періодів із значним поширенням льоду у Північній Америці та Євразії, останній такий льодовиковий період закінчився близько 10 000 років тому.
Льодовик сюди не дійшов, що і обумовило надзвичайне багатство рослин, кущів і трав, що збереглися і ростуть тут, кількість видів перевищує кількість рослин в Центральній Європі. Рослини - корм для тварин. Тому в Лаґодехському лісі мешкає п'ятдесят чотири види ссавців, близько ста п'ятдесяти чотирьох видів птахів, плазуни, комахи. На різноманітність флори і фауни вплинули і географічні особливості - тут розташовані альпійські луки, ліси, унікальні гірські болота, сім озер, річка з назвою Лаґодехі і однойменне містечко, де є 12.000 мешканців.
Спроби створити тут заповідний ліс почалися ще за часів царату, саме тут був створений царський мисливський будиночок. Приблизно з тих часів тут заборонили випас худоби. З 1990-х років тут Національний парк, площу якого збільшили ще на шістдесят квадратних кілометрів.

## Географія
Рельєф гірський, надзвичайно складний — вузькі ущелини, пагорби, гори, глибокі долини. По території заповідника протікають три гірські річки — Шромісхеві, Лагодехісцкалі і Міцімісцкалі. Досить багато водоспадів, у Лагодехській ущелині є водоспад, що спадає з висоти 100 метрів. У альпійському поясі знаходяться кілька мальовничих гірських озер льодовикового походження.
Клімат субтропічний, теплий; суворий клімат на вершинах гір, сніг в ущелинах не тане цілий рік. Середньорічна температура в нижній частині заповідника 12,3 °C, середня температура липня 24 °C (максимальна 37 °C), середня температура січня 0 °C (мінімальна до −20 °C), середньорічна кількість опадів 1000 мм.

## Флора та фауна
Рослинність дуже багата й різноманітна, виражені два висотні пояси — лісовий (450—2500 м над рівнем моря) і луговий (2300 м і вище). У лісовому поясі переважають дубово-грабові ліси з домішкою бука, каштана, ясена, в'яза, липи і клена; своєрідний вічнозелений фон створюють зарості плюща. Фон високогірних лугів утворюють анемона пучковата, ясколка дерниста, тирлич, буквиця. У заповіднику зареєстровано близько 1400 видів квіткових рослин, у тому числі 12 ендемічних (первоцвіт Юлії, півонія Млокосевіча, тирлич Лагодехський).
Тваринний світ багатий: тут відмічено 38 видів ссавців, 120 видів птахів. Звичайними серед ссавців заповідника є олень благородний, козел кавказький ("дагестанський тур"), скельниця, сарна європейська, ведмідь бурий, лисиця руда, вовк, шакал звичайний, рись євразійська, кіт лісовий. З птахів — кавказький тетерев, улар, фазан.